# Granados (ville)
Pour les articles homonymes, voir Granados.
Granados est une ville du Guatemala dans le département de Baja Verapaz.